# Station Nonant-le-Pin
Station Nonant-le-Pin is een voormalig spoorwegstation in de Franse gemeente Merlerault-le-Pin. Er stoppen geen treinen meer, het gebouw werd verkocht.